# Clara Mende

Clara Mende

Clara Mende, geb. Völker, in einigen Quellen auch Klara, (* 12. April 1869 in Erfurt; † 1947) war eine deutsche Politikerin der DVP.

## Leben und Beruf
Clara Völker war die Tochter des Eisenbahnbeamten Otto Völker. Nach dem Besuch der Höheren Mädchenschule in Jena absolvierte Mende, die evangelischen Glaubens war, das dortige Lehrerinnenseminar. Anschließend machte sie in London eine Sprachlehrerinnenprüfung. Von 1901 bis 1905 studierte sie an der Humboldt-Universität zu Berlin Geschichtswissenschaften. Bereits vor ihrem Universitätsabschluss wurde sie 1904 vom preußischen Staat als Oberlehrerin angestellt. Sie war mit dem Berliner Spediteur Friedrich Mende verheiratet.

## Abgeordnete
Sie war Mitbegründerin der Deutschen Volkspartei 1918. Mende gehörte 1919/20 der Weimarer Nationalversammlung an. Anschließend war sie bis 1928 Mitglied des Reichstages für die Deutsche Volkspartei (DVP). Sie war Vorsitzende des Deutschen Frauenausschusses zur Bekämpfung der Schuldlüge. Von 1928 bis 1933 war sie Referentin für Frauenwirtschaft im Reichswirtschaftsministerium. 1925 war sie Herausgeberin des Buches Deutsches Frauenstreben. Die deutsche Frau und das Vaterland, in dem sie anregte, dass eine selbstbestimmt agierende, mit dem Wahlrecht ausgestattete deutsche Hausfrau nach einem von ihr verantworteten privaten Hauswirtschaftsplan die Geschicke von Küche und Familie zu leiten habe, was die traditionell rein männliche Entscheidungsbefugnis innerhalb des familiären Kontextes in Frage stellte.

## Veröffentlichungen
- Hrsg.: Die Frau in der Politik. Staatspolitischer Verlag, Berlin 1918–1920.ISSN 2628-0604 (Beilage zu: Deutsche Stimmen. Halbmonatsschrift. Hackebeil [in Komm.], Berlin ISSN 2628-0353)
- Die Deutsche Volkspartei zur Frauenfrage. Staatspolitischer Verlag, Berlin 1919. Archive.org.
- Neujahr 1921. In: Herforder Kreisblatt. Nr. 307. Verlag Fritz Heidemann, Herford 31. Dezember 1920, S. 1 (zeitpunkt.nrw).
- Deutsches Frauenstreben. Die deutsche Frau und das Vaterland. Deutsche Verlags-Anstalt, Stuttgart 1925.